# Spanish Green
Spanish Green – osada w Anglii, w hrabstwie Hampshire. Leży 39 km na północny wschód od miasta Winchester i 65 km na zachód od Londynu.